# Provincia de Long An
Long An fue una de las provincias que conformaban la organización territorial de la República Socialista de Vietnam. Existió desde 1976 hasta su fusión con la provincia de Tây Ninh en 2025.

## Geografía
Long An se localiza en la región del Delta del Río Mekong (Đồng Bằng Sông Cửu Long). La provincia mencionada posee una extensión de territorio que abarca una superficie de 4.491,2 kilómetros cuadrados.

## Demografía
La población de esta división administrativa es de 1.412.700 personas (según las cifras del censo realizado en el año 2005). Estos datos arrojan que la densidad poblacional de esta provincia es de 314,55 habitantes por cada kilómetro cuadrado.